# Șeica Mare
Seica Mare là một xã thuộc hạt Sibiu, România. Dân số thời điểm năm 2002 là 4840 người.